# Kanta Nakano
Kanta Nakano (jap. 中野寛太 Nakano Kanta; ur. 30 września 2000) – japoński judoka. 
Pierwszy na mistrzostwach świata w 2024 i trzeci w 2025 w drużynie. Wicemistrz Uniwersjady w 2019. Pierwszy na mistrzostwach kraju w 2024; trzeci w 2021 i 2025 roku.